# Looking 4 Myself
Albums de Usher
Versus
(2010)
Singles
1. Climax
Sortie : 22 février 2012
2. Scream
Sortie : 26 avril 2012
3. Lemme See
Sortie : 8 mai 2012
4. Dive
Sortie : 25 août 2012

Looking 4 Myself est le huitième album studio du chanteur américain Usher, sorti en France le 11 juin 2012. Le premier single issu de l'album, Climax, est sorti le 22 février 2012. Le deuxième, Scream, est sorti en même temps que l'album.

## Listes des pistes
| No  | Titre                                    | Auteur | Producteur(s)                                | Durée |
| --- | ---------------------------------------- | --- | -------------------------------------------- | ----- |
| 1.  | Can't Stop Won't Stop                    | Will Adams, Keith Harris, William M. Joel                                                                                  | Will.i.am, Harris                            | 3:50  |
| 2.  | Scream                                   | Usher, Max Martin, Shellback                                                                                               | Martin, Shellback                            | 3:54  |
| 3.  | Climax                                   | Usher, Max Martin, Shellback                                                                                               | Diplo                                        | 3:52  |
| 4.  | I Care For U                             | Usher, Nathaniel Hills, Eric Bellinger, Juan Najera, Kevin Cossom, Marcella Araica                                         | Danja                                        | 4:07  |
| 5.  | Show Me                                  | Usher, Hills, Cossom, Raymond IV, Araica                                                                                   | Danja                                        | 3:43  |
| 6.  | Lemme See (featuring Rick Ross)          | Usher, James Scheffer, Daniel Morris, Nickolas Marzouca, Bellinger, Lundon "Da Bridge" Knighten, William Roberts           | Jim Jonsin, Mr. Morris                       | 4:12  |
| 7.  | Twisted (featuring Pharrell)             | Usher, Pharrell Williams                                                                                                   | Pharrell                                     | 3:43  |
| 8.  | Dive                                     | Usher, Rico Love, Scheffer, Morris, Frank Romano                                                                           | Jonsin, Love, Jim Jonsin, Romano, Mr. Morris | 3:46  |
| 9.  | What Happened To U                       | Usher, Bellinger, Noah Shebib, Sidney Brown, Sean Combs, Reginald Ellis, Norman Glover, Carl Thompson, Christopher Wallace | Shebib, Omen*                                | 4:21  |
| 10. | Looking 4 Myself (featuring Luke Steele) | Usher, Love, Pierre Medor, Earl Hood, Eric Goudy II                                                                        | Love, Medor, Earl & E                        | 4:11  |
| 11. | Numb                                     | Usher, Klas Åhlund, Steve Angello, Sebastian Ingrosso, Axel Hedfors, Alessandro Lindblad, Ryon Lovett, Terry Lewis         | Axwell, Angello, Ingrosso, Lindblad, Åhlund  | 3:45  |
| 12. | Lessons For The Lover                    | Usher, Love, Medor, Hood, Goudy II                                                                                         | Love, Medor, Earl & E                        | 5:07  |
| 13. | Sins Of My Father                        | Usher, Salaam Remi, Love, Raymond IV, Lewis                                                                                | Remi, Love*                                  | 3:56  |
| 14. | Euphoria                                 | Usher, Åhlund, Angello, Ingrosso, Hedfors, Lovett, Lewis, Najera                                                           | Swedish House Mafia                          | 4:20  |

| Deluxe édition titres bonus | Deluxe édition titres bonus      | Deluxe édition titres bonus | Deluxe édition titres bonus | Deluxe édition titres bonus | Deluxe édition titres bonus | Deluxe édition titres bonus | Deluxe édition titres bonus | Deluxe édition titres bonus | Deluxe édition titres bonus |
| No                          | Titre                            | Producteur                  | Durée                       |                             |                             |                             |                             |                             |                             |
| --------------------------- | -------------------------------- | --------------------------- | --------------------------- | --------------------------- | --------------------------- | --------------------------- | --------------------------- | --------------------------- | --------------------------- |
| 15.                         | I.F.U.                           | Wansel, Whitfield*, Flippa* | 4:02                        |                             |                             |                             |                             |                             |                             |
| 16.                         | Say the Words                    | Steele, Surahn              | 4:01                        |                             |                             |                             |                             |                             |                             |
| 17.                         | 2nd Round                        | Diplo, Rechtshaid           | 3:22                        |                             |                             |                             |                             |                             |                             |
| 18.                         | Hot Thing (featuring A$AP Rocky) | Pharrell                    | 3:27                        |                             |                             |                             |                             |                             |                             |
| 71:38                       |                                  |                             |                             |                             |                             |                             |                             |                             |                             |

## Certifications
| Pays                  | Certification | Unités certifiées |
| --------------------- | ------------- | ----------------- |
| Canada (Music Canada) | Or            | 40 000            |
| Royaume-Uni (BPI)     | Or            | 100 000           |